# See Emily Play
«See Emily Play» — другий сингл британського психоделічного гурту Pink Floyd. Композицію написав лідер групи Сід Барретт і вона вийшла 23 травня 1967 року. На другій стороні синглу поміщена пісня «The Scarecrow», також написана Барреттом, яка згодом увійде до дебютного альбому гурту The Piper at the Gates of Dawn. Пісня досягла 6 місця у британському чарті синглів.
Пізніше композиція «See Emily Play» з'явилася на американському виданні альбому The Piper at the Gates of Dawn (1967) і на збірках The Best of the Pink Floyd (1970), Relics (1971), Masters of Rock (1974), Works (1983), Shine On (1992), Echoes: The Best of Pink Floyd (2001). Пісня була занесена в Зал слави рок-н-ролу і увійшла в список 500 пісень, які змінили рок-н-рол.

## Назва та текст
Пісня розповідає про дівчинку, яку звати Емілі, яку, за твердженнями Барретта, він бачив уві сні, в лісі, після прийняття галлюциногена. Пізніше Барретт заявив, що історія про сон і спостереженні в лісі дівчинки була складена «… суто для реклами» (англ. «… all for publicity»). Відповідно до книги A Saucerful of Secrets: The Pink Floyd Odyssey, написаної Ніколасом Шеффнером, Емілі — Шляхетна Емілі Юнг (народилася 13 березня 1951), дочка Вейленда Хілтона Юнга, 2-го Берона Кеннета, у якої було прізвисько «психоделічна школярка» в Клубі UFO.
«See Emily Play» називалася також «Games for May» і іноді «Free Games for May» після виступу Pink Floyd в Queen Elizabeth Hall 12 травня 1967.

## Концертні виконання
12 травня 1967 року «See Emily Play» гурт виконав під час двогодинного концерту «Games for May» в Queen Elizabeth Hall. Вперше на концертах група використовувала квадрофонічну звукову систему, керовану «азимут-координатором». Крім світлового шоу, концерт супроводжувався показом 35-міліметрових фільмів, що проєктуються прямо на музикантів, і польотом тисяч мильних бульбашок.
Пісня залишалася в сет-листі гурту лише протягом декількох місяців. Останній раз вона була зіграна 25 листопада 1967 Блекпулі. У 1968 Pink Floyd поїхали в Бельгію, де вони знімалися в кліпі «See Emily Play», а також в кліпах «Astronomy Domine», «The Scarecrow», «Apples and Oranges», «Paint Box», «Set the Controls for the Heart of the Sun», і «Corporal Clegg». Сід Барретт не поїхав до Бельгії, його замінив Девід Гілмор.

## Учасники запису
- Сід Баррет — гітара, вокал;

- Роджер Вотерс — бас-гітара, вокал;

- Річард Райт — клавішні, орган, вокал;

- Нік Мейсон — ударні.